# تيتي روبن
تيتي روبن (بالفرنسية: Titi Robin) فنان فرنسي متخصص في موسيقى العالم، غنى مع عدد من الفنانين من مختلف الدول.